# Dysart (ort i Australien)
Dysart är en ort i Australien. Den ligger i kommunen Southern Midlands och delstaten Tasmanien, i den sydöstra delen av landet, omkring 36 kilometer norr om delstatshuvudstaden Hobart. Antalet invånare är 386.
Runt Dysart är det mycket glesbefolkat, med 2 invånare per kvadratkilometer.. Närmaste större samhälle är Bridgewater, omkring 19 kilometer söder om Dysart. 
Trakten runt Dysart består till största delen av jordbruksmark. Genomsnittlig årsnederbörd är 697 millimeter. Den regnigaste månaden är juli, med i genomsnitt 78 mm nederbörd, och den torraste är februari, med 41 mm nederbörd.